# Доболій-де-Сус
Доболій-де-Сус (рум. Dobolii de Sus) — село у повіті Ковасна в Румунії. Входить до складу комуни Борошнеу-Маре.
Село розташоване на відстані 149 км на північ від Бухареста, 21 км на південний схід від Сфинту-Георге, 35 км на північний схід від Брашова.

## Населення
За даними перепису населення 2002 року у селі проживали 245 осіб, з них 239 осіб (97,6%) угорців. Рідною мовою 242 особи (98,8%) назвали угорську.